# Germarostes jamaicensis
Germarostes jamaicensis is een keversoort uit de familie Hybosoridae. De wetenschappelijke naam van de soort is voor het eerst geldig gepubliceerd in 1978 door Howden.